# 若山彰
若山 彰（わかやま あきら、1927年7月4日 - 1998年12月9日）は、日本の歌手。広島県三原市出身。武蔵野音楽大学卒業。元妻は「花の素顔」「マリモの唄」などで知られる歌手の安藤まり子。墓所は広島県三原市の香積寺にある。

## 経歴
広島県で繊維問屋を営む家に生まれ、不自由なく育つ。幼少の頃より歌好きであったが、旧・広島文理科大学在学中に出場した音楽コンクールで3位入賞を果たしたことで、本格的に歌の道を志し、武蔵野音楽学校へ入学し直す。
当初はオペラ歌手を目指していたが、在学中に伊藤久男の「イヨマンテの夜」のバックコーラスのアルバイトをしたことで流行歌の魅力にとりこになり、作曲家の米山正夫に師事。
大学卒業後の1951年、24歳で日本コロムビアから「星空」でデビュー。同年、久慈あさみ主演の新東宝映画「牝豹の地図」には流しの役で出演している。しかしヒット曲はなく、下積み生活を続ける。1953年には安藤まり子と結婚し、一女をもうけるも1956年に離婚。
1957年、映画『喜びも悲しみも幾歳月』の同名主題歌に抜擢、映画と共に主題歌も大ヒットし、一躍若山の名は知れ渡り、人気歌手の座を不動のものにした。この年から『NHK紅白歌合戦』に4回連続出場している（詳細は下記参照）。
1963年には、作詞家の星野哲郎と共に日本クラウンの創立に参加し日本コロムビアから移籍、「老いらくの恋」などのヒットを出す。
1975年、シャンソン・カンツォーネ国際コンクールに出場し、銀賞を受賞する。
この他の曲に「愛情物語」、「南極観測隊の歌」、「氷海越えて」、「惜春鳥」、「さいはて岬」、「娘へ」、「戦いすんで日が暮れて」や「空の神兵」、「敵は幾万」、「加藤隼戦闘隊」、「昭和維新の歌（青年日本の歌）」、「月月火水木金金」などの軍歌、「長崎県民歌・南の風」、「木更津にて」、「この明るさのなかにゆけ」（福井国体の歌）など各地のご当地ソング、『特別機動捜査隊』の挿入歌やプロ野球球団歌、巨人軍「闘魂こめて」、「阪神タイガースの歌（通称：六甲おろし）」などがある。「阪神タイガースの歌」は多くの歌手に歌唱されたが、若山の歌唱のものが甲子園球場での阪神戦で流されたのが切っ掛けで、歌詞を覚えた当時朝日放送アナウンサーだった中村鋭一によって多くのファンに広められ定着したとされる。
1990年には脳梗塞で倒れるも復帰。その後進行性核上性麻痺に罹り、闘病しながら歌手活動を行った。
1998年12月9日、死去。71歳没。

## NHK紅白歌合戦出場歴
| 1957年（昭和32年）/第8回 | 喜びも悲しみも幾歳月 | 久慈あさみ |
| 1958年（昭和33年）/第9回 | 氷海越えて           | 大津美子   |
| 1959年（昭和34年）/第10回 | 惜春鳥               | 藤本二三代 |
| 1960年（昭和35年）/第11回 | さいはて岬           | 荒井恵子   |
| - このうち、第8回・第9回・第10回は、ラジオ中継の音声が現存する。 - 第9回は若山が歌う姿を撮影した写真も現存する。 - 第10回は2009年4月29日放送のNHK-FM『今日は一日“戦後歌謡”三昧』の中で、若山の歌も含め全編が再放送された（音声はモノラル）。 |                      |            |

## テレビ番組
- 昭和歌謡大全集（テレビ東京）
- 年忘れにっぽんの歌（テレビ東京）